# Maïva Hamadouche
Maïva Hamadouche (* 4. November 1989 in Albi) ist eine französische Profiboxerin und ehemalige IBF-Weltmeisterin im Superfedergewicht.

## Amateurkarriere
Maïva Hamadouche begann im Alter von 14 Jahren mit dem Boxsport, trainierte im Boxclub Saint-Quentin-en-Yvelines und wurde dort unter anderem von Fabrice Cavard und Anthony Veniant trainiert. Sie ist vierfache französische Vizemeisterin, wobei sie 2010 und 2011 im Federgewicht jeweils gegen Angélique Duchemin, sowie 2012 und 2013 im Leichtgewicht jeweils gegen Estelle Mossely unterlag.
Sie gewann 2011 eine Bronzemedaille im Federgewicht bei den EU-Meisterschaften in Katowice und schied bei den Europameisterschaften 2011 in Rotterdam gegen Viktoria Gurkowitsch im Achtelfinale aus.
Im Februar 2012 unterlag sie im Finalkampf der nationalen Olympiaqualifikation gegen Estelle Mossely und startete noch im Mai 2012 bei den Weltmeisterschaften in Qinhuangdao, wo sie erst im Viertelfinale gegen die spätere Vizeweltmeisterin Sandra Kruk ausschied.
2019 unterbrach sie ihre Profikarriere, um sich im französischen Nationalteam für die Olympischen Spiele 2020 in Tokio zu qualifizieren. Sie gewann dabei die Silbermedaille im Leichtgewicht bei den Europameisterschaften 2019 in Alcobendas, nachdem sie erst im Finale gegen Mira Potkonen verloren hatte.
Bei der europäischen Olympiaqualifikation im März 2020 in London, die aufgrund der COVID-19-Pandemie unterbrochen und im Juni 2021 in Paris fortgesetzt wurde, kam sie durch ein Freilos ins Achtelfinale. Dort besiegte sie Marija Malenica und zog in das Viertelfinale ein. Zwar unterlag sie Kellie Harrington, siegte jedoch in den Box-offs noch gegen Kata Pribojszki, womit sie sich für die 2021 in Tokio ausgetragenen Olympischen Spiele qualifizierte. Bei den Olympischen Spielen schied sie im ersten Kampf gegen Mira Potkonen aus.

## Profikarriere
Maïva Hamadouche wechselte 2013 in das Profilager, ihre Promoter waren bisher Malamine Koné, Brahim Asloum, Matchroom und OPI Since 82. Trainiert wurde sie bisher unter anderem von Sot Mezaache und Eric Tormos.
Sie wurde im Mai 2014 Französische Meisterin und im März 2015 EBU-Europameisterin im Leichtgewicht. Am 11. November 2015 verlor sie in Belgien beim Kampf um die WBC-Weltmeisterschaft dieser Gewichtsklasse nach Punkten gegen Delfine Persoon.
Im Mai 2016 besiegte sie die ehemalige WBO-Weltmeisterin Enis Pacheco durch TKO in der zweiten Runde und wurde daraufhin zu einer der beiden Herausforderinnen um den vakanten IBF-Weltmeistertitel im Superfedergewicht bestimmt. Hamadouche besiegte dabei am 10. November 2016 in Paris Jennifer Salinas aus Bolivien einstimmig nach Punkten. Bisher konnte sie den Titel sechsmal verteidigen, darunter jeweils durch TKO gegen die Argentinierin Anahí Sánchez (ehemalige IBF/spätere WBA-Weltmeisterin) und die Mexikanerin Janeth Pérez (ehemalige WBA/IBF-Weltmeisterin).
Am 5. November 2021 boxte sie in einer Titel-Vereinigung gegen die US-amerikanische WBO-Weltmeisterin Mikaela Mayer und verlor einstimmig nach Punkten.

## Sonstiges
Maïva Hamadouche wuchs mit fünf Geschwistern bei ihrer alleinerziehenden Mutter auf. Nach der Absolvierung der Polizeiakademie Normandie kam sie zur Police nationale in Asnières-sur-Seine und 2014 als einzige Frau in die städtische Polizeieinheit Compagnie de sécurisation et d'intervention (CSI) in Paris. 2019 wechselte sie in die Abteilung DRCPN.